# Komornik Vilmos
Komornik Vilmos (Budapest, 1954. május 15. –) magyar matematikus. A matematikai tudomány kandidátusa (1983), a matematikai tudomány doktora (1991). A Magyar Tudományos Akadémia tagja (külső: 2016).

## Életpályája
1978-ban végzett az ELTE hallgatójaként. 1981-ben PhD fokozatot szerzett. A Strasbourgi Egyetem „kivételes osztályú” professzora.
Kutatási területe a matematika, az analízis, a kombinatorikus számelmélet. Több mint 160 cikket és 10 könyvet publikált. 

## Díjai
- Grünwald Géza-emlékdíj (1980)[2]
- "Sub auspiciis rei publicae popularis" kitüntetéses (1981)